# Csokonyavisonta
Csokonyavisonta község Somogy vármegyében, a Barcsi járásban.

## Fekvése
Barcs északi szomszédságában helyezkedik el, a város központjától nagyjából 13 kilométerre. Belterülete ma mintegy 6 kilométer hosszan nyúlik el észak–déli irányban, északi felét az egykor önálló Somogyvisonta alkotja, déli településrésze önálló községként az Erdőcsokonya nevet viselte.
A közvetlenül határos települések: észak felől Görgeteg, északkelet felől Homokszentgyörgy, kelet felől Szulok, dél felől Somogytarnóca (Barcs része), délnyugat felől Komlósd és Babócsa, nyugat felől pedig Somogyaracs és Rinyaújlak.

### Megközelítése
A 68-as főút mellett fekszik, így az a legfontosabb közúti megközelítési útvonala déli és északi irányból egyaránt. A környező települések közül Rinyaújlakra Somogyvisonta és Erdőcsokonya között nagyjából félúton ágazik ki a főútból a 68 103-as számú bekötőút, Babócsára pedig déli részében indul a 6802-es út. Somogyaracs is ez utóbbi úton közelíthető meg, Csokonyavisonta közigazgatási határszélén a 68 115-ös számú mellékútra letérve. Külterületeinek délkeleti szélét egy helyütt érinti a Lad-Barcs közti 6623-as út is, de a községhatárt nem lépi át.

## Története
Erdőcsokonya és Somogyvisonta egyesülésével jött létre 1941-ben.

### Erdőcsokonya története
Erdőcsokonya vagy Csokonya Árpád-kori település, mely egykor királyi birtok volt, a király udvarnokai lakták.
1269-ben IV. Béla király a Csák nemzetségbeli Péternek adományozta, több más birtokkal együtt, azért a gazdag zsákmányért jutalmul, amelyet az e nemzetségből való (Csák) Péter az Uros szerb fejedelem elleni hadjáratban szerzett. 1395-ben Kálmán-Csehi város tartozékai között szerepelt, 1455-ben pedig plébániaegyházát is említették az oklevelek. 1479-ben Mátyás király Báthory István országbírónak adományozta, 1536-ban Pekry Lajos, 1550-ben Báthori András, 1583-ban pedig Ungnád Kristóf birtoka volt. Neve szerepelt az 1571. évi török kincstári adólajstromban is Erdőcsokona néven, ekkor 83 házat írtak össze benne, de az 1573-1574-es összeíráskor már csak 10 házát írták össze. 1598-ban Babócsa várának tartozékaként gróf Nádasdy Ferenc birtoka volt. Az 1660. évi pannonhalmi dézsmaváltságjegyzék szerint pedig már Szent-Gyöngyvár tartozéka volt. 1677-ben Széchenyi György kalocsai érsek váltotta meg a kincstártól, de felét már előbb birtokolta zálogban gróf Nádasdy Ferenctől, a másik felét pedig Petheő Lászlónétól s ezt Petheő második neje: Thököly Mária átengedte Széchenyinek. A 18. század elejétől a Széchényi család igyekezett újra életre kelteni a vidéket, aminek hatására a 19. század közepére Erdőcsokonya mezőváros lett.
1715-ben 40 háztartást írtak itt össze. Ez évtől 1733-ig gróf Széchenyi Zsigmond birtoka volt és mindvégig a Széchenyieké maradt. 1758. július 10-én országos vásárok tartására is szabadalmat nyert. 1836-ban lakosait kolerajárvány pusztította, 1898-ban pedig nagy tűzvész volt a településen.
Az 1900-as évek elején gróf Széchenyi Géza birtoka volt, neki szép úrilaka is volt itt, amelyet 1895-ben tisztilakból alakítottak át és toldottak meg egy emeletes szárnnyal, az úrilak szomszédságában pedig ugyanolyan stílusú vendégházat emeltek.
A kastélyban voltak elhelyezve a gróf afrikai és amerikai vadásztrófeái, melyek között több tigris, párduc, bölény, vadbivaly, orrszarvú, antilop, zsiráf, oroszlán, lajhár, rénszarvas, zebra, hiéna, nagy barna medve, muflon, afrikai vaddisznó, krokodil, strucc és számos más egzotikus madár is volt. Valamint itt volt még egy kb. ezerkötetes könyvtár, sok érdekes régi bútor, régi színes metszetek és sok meisseni és Alt-Wien porcelán is.

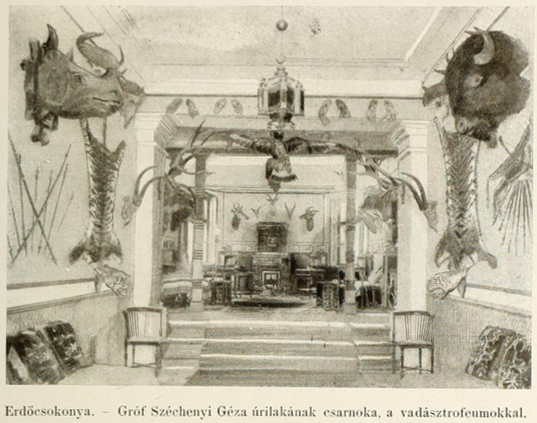
Az úrilak csarnoka

Irodalomtörténeti emlék, hogy Csokonai Vitéz Mihály családja innen származott és a család a még az 1900-as évek elején is fennállt tisztilakban lakott.
Református temploma 1784-ben épült. A római katolikus templom építési ideje ismeretlen.
A 20. század elején Somogy vármegye Barcsi járásához tartozott.
1910-ben 2149 lakosából 2095 magyar, 46 német, 6 horvát volt. Ebből 1091 római katolikus, 1018 református és 21 izraelita volt.
1942-ben fedezték fel gyógyvizet adó forrásait, amit az 1950-es évek vége óta hasznosítanak.

### Somogyvisonta története
Somogyvisonta vagy Visonta Árpád-kori település. Nevét már 1269-ben Villa Vysunta alakban írva említették az oklevelekben.
A török hódoltság alatt lakossága megfogyatkozott: az 1554. évi török kincstári adólajstromban csak Visont alakban 7 házzal volt említve, 1715-ben pedig 25 háztartást írtak benne össze. A településnek az idők során több birtokosa is volt; 1536-ban Loránth Miklós, Ipoltfy János és Wárday Tamás, 1550-ben Patthangws (Pattantyus) Miklós, Porkoláb Márton és Wárday Zsigmond, 1583-ban Loránth Gábor, 1598-1599-ben Horváth Ferenc és János, 1660-ban a Koroknay és a Topos családok, 1726-ban Malik Ferenc volt a földesura, majd 1727-ben Szegedy Ferenc, Antal és László nyertek e helységre adományt III. Károly királytól. 1776-ban Somogyi Sándor, Malik László, Somssich Antal, Végh Péter, a Kardos család, Gaál József, Záborszky László, Barabás János, továbbá a Hertelendy, a Foki és a Czindery családok birtoka volt. Tőlük gróf Széchenyi Ferenc vette meg és 1835-től a gróf Széchenyi család erdőcsokonyai uradalmához tartozik.
Református temploma 1820-1832 között épült. Az uradalmi major régi magtárát Malik László 1780 körül eredetileg templomnak építtette, de halála után félbemaradt és magtárnak alakították át.
A 20. század elején Somogy vármegye Barcsi járásához tartozott.
1910-ben 877 lakosából 871 magyar volt. Ebből 154 római katolikus, 714 református, 8 izraelita volt.

## Közélete

### Polgármesterei
- 1990–1994: Horváth Sándor (független)[3]
- 1994–1998: Horváth Sándor (független)[4]
- 1998–2002: Csík László (FKgP-Fidesz)[5]
- 2002–2006: Csík László (független)[6]
- 2006–2010: Csík László (független)[7]
- 2010–2014: Csik László (Fidesz-KDNP)[8]
- 2014–2019: Harasztia Attila (független)[9]
- 2019–2024: Harasztia Attila (független)[10]
- 2024– : Katz Zoltán (független)[1]

## Népesség
A település népességének változása:
| Lakosok száma | 1575 | 1568 | 1561 | 1603 | 1482 | 1522 | 1494 |
|               | 2013 | 2014 | 2015 | 2021 | 2022 | 2023 | 2024 |

A 2011-es népszámlálás során a lakosok 85,6%-a magyarnak, 4,5% cigánynak, 1,3% németnek, 0,3% horvátnak, 0,3% szerbnek mondta magát (14% nem nyilatkozott; a kettős identitások miatt a végösszeg nagyobb lehet 100%-nál). A vallási megoszlás a következő volt: római katolikus 53,1%, református 15,6%, evangélikus 0,2%, görögkatolikus 0,2%, felekezet nélküli 5,5% (25,2% nem nyilatkozott).
2022-ben a lakosság 82,4%-a vallotta magát magyarnak, 7,2% cigánynak, 2% németnek, 0,6% horvátnak, 0,1-0,1% szerbnek, görögnek, bolgárnak, ukránnak, szlovénnek, ruszinnak és szlováknak, 1,6% egyéb, nem hazai nemzetiségűnek (13,1% nem nyilatkozott; a kettős identitások miatt a végösszeg nagyobb lehet 100%-nál). Vallásuk szerint 37,4% volt római katolikus, 11% református, 0,2% evangélikus, 0,1% görög katolikus, 0,3% egyéb keresztény, 0,7% egyéb katolikus, 9,8% felekezeten kívüli (40,5% nem válaszolt).

## Nevezetességek
- Csokonyavisontai Gyógy- és Strandfürdő: alkáli-hidrogén-karbonátos, magas jodid, fluorid és metakovasav tartalmú vize 1943-ban olajkutatás során jutott a felszínre. A gyógyvizet savtúltengés, emésztési zavarok, funkcionális epebántalmak, székrekedés, elfajulásos gerincbántalmak, nőgyógyászati idült panaszok, vesebetegségek és mozgásszervi problémák kezelésére ajánlják. 8 medence várja a turistákat. Négy fedett és négy nyitott. Rengeteg a gyógy- és wellness szolgáltatás a strand területén.
- Komáromi László szobrászművész gyermekkorának egy részét Csokonyavisontán töltötte, egyik alkotása (Sellő) a strandfürdő területén látható https://www.facebook.com/leslie.komaromi.7/videos/vb.100007432453866/2347655062158886/?type=2&video_source=user_video_tab

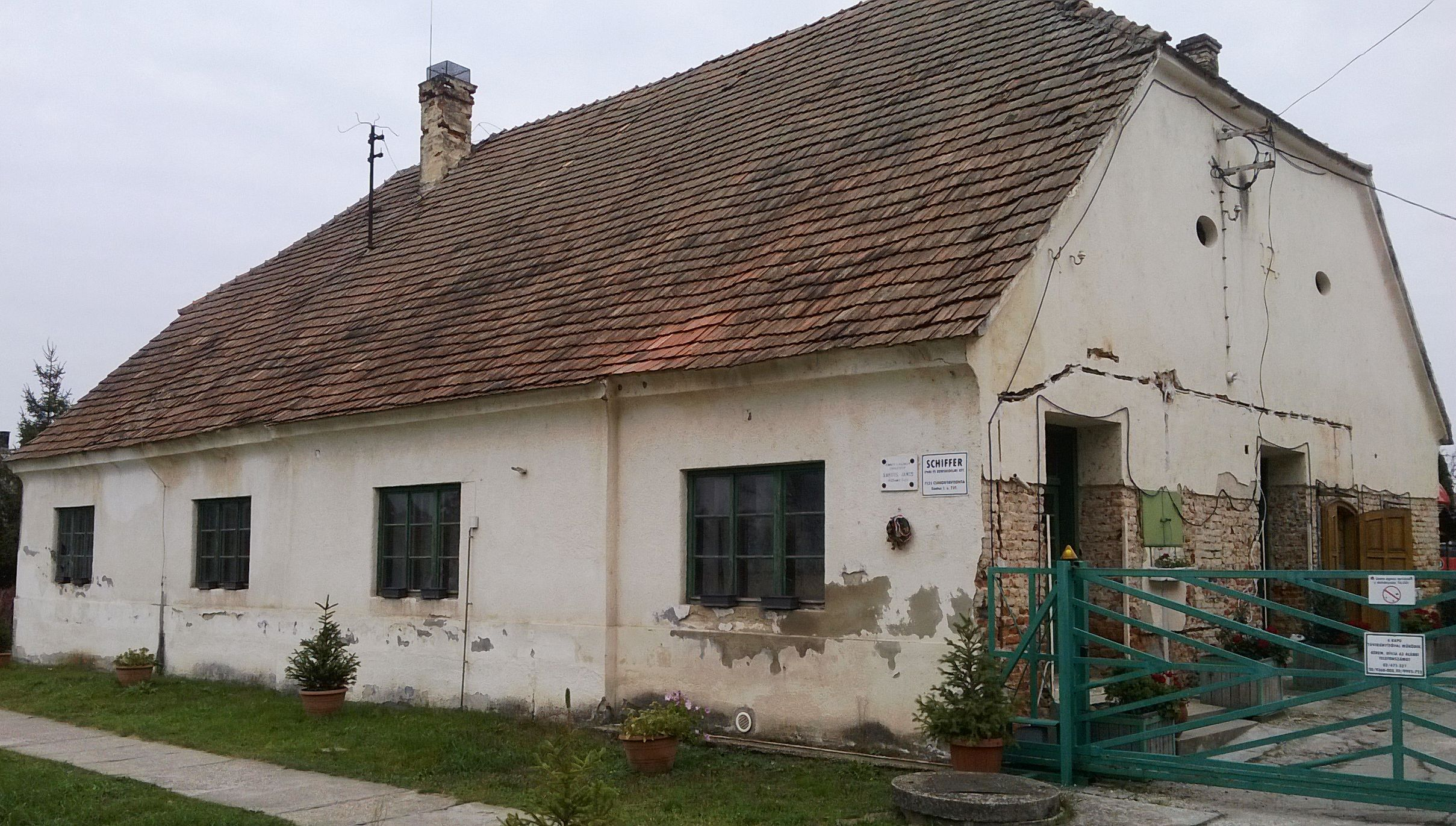
Xántus János etnológus szülőháza

## Ismert személyek
- A település Erdőcsokonya nevű részén született Xántus János természettudós (1825–1894).
- Erdőcsokonyán született 1863. szeptember 17-én Nagyatádi Szabó István.
- Erdőcsokonyán született 1902. október 28-án Széchenyi Lajos földbirtokos, szélsőjobboldali politikus, országgyűlési képviselő.

## Képek

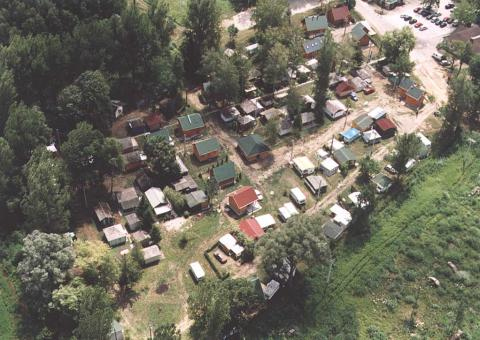
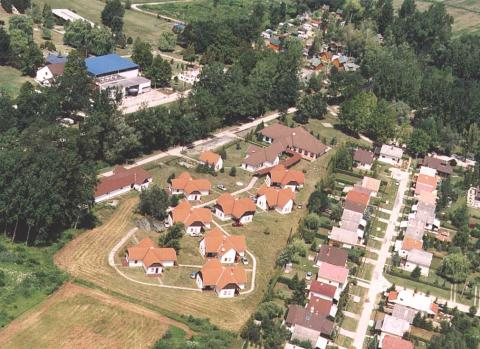
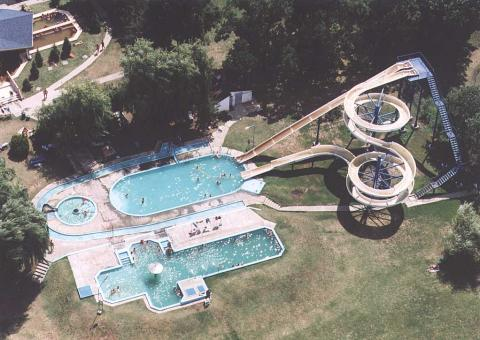